# Гадамчик, Алоис
Алоис Гадамчик (чеш. Alois Hadamczik; род. 20 июня 1952, Краварже, Чехословакия) — чешский хоккеист и тренер. В настоящее время — главный тренер юниорской сборной Чехии (до 18 лет).

## Биография
Хоккеистом Алоис Гадамчик выступал в клубах второй чехословацкой лиги. В 1984 году впервые попробовал себя в роли главного тренера — возглавил клуб «Оцеларжи». Параллельно окончил факультет физической культуры в Карловом университете. С 1990 по 1992 работал в Германии, в клубах низших лиг. С 1993 по 1995 год возглавлял хоккейный клуб «Витковице». В 1995 году вернулся в «Оцеларжи», с которым завоевал второе место в лиге в сезоне 1997/98. В 2000 году снова возглавил «Витковице», в сезоне 2001/02 в финале плей-офф его подопечные переиграли пражскую «Спарту», после чего Алоис был приглашён в столичный клуб. С командой дважды занимал третье место в лиге. С 2004 по 2006 — главный тренер чешской молодёжной сборной. На молодёжном первенстве мира 2005 года выиграл с командой бронзу. В 2006 году принял на себя основную национальную команду. За 7 лет у руля чешской сборной (с 2006 по 2008 и с 2011 по 2013) Гадамчик завоевал 1 серебряную и 2 бронзовых медали чемпионата мира (Латвия 2006, Словакия 2011, Финляндия/Швеция 2012), а также бронзовую медаль Олимпийских игр 2006 года в Турине. После провала чешской сборной на Олимпийских играх 2014 года покинул свой пост. В период между 2008 и 2010 возглавлял «Витковице». В сезоне 2009/10 занял с клубом второе место чешского чемпионата. В сезоне 2015/16 руководил хоккейным клубом «Комета» из города Брно. Начиная с сезона 2018/19 — главный тренер юниорской сборной Чехии (до 18 лет).

## Личная жизнь и семья
Алоис Гадамчик является успешным бизнесменом в сфере недвижимости.
Его брат, Эвжен Гадамчик (28.10.1939 — 19.09.1984) бывший чехословацкий футбольный тренер. Дважды (в 1980 и 1981 годах) привёл «Баник» из Остравы к победе в чемпионате Чехословакии. Покончил жизнь самоубийством в возрасте 44 лет.
Дочь Николь замужем за известным хоккеистом Михалом Баринкой, чемпионом мира 2010 года.
Внуки Филип Гадамчик (род. 03.03.2000 г.) и Марцел Баринка (род. 23.03.2001 г.) — молодые чешские хоккеисты, играют за юниорские сборные Чехии.

## Достижения

### Тренерская карьера
- Бронзовый призёр Олимпийских игр 2006
- Серебряный призёр чемпионата мира 2006
- Бронзовый призёр чемпионатов мира 2011 и 2012
- Бронзовый призёр молодёжного чемпионата мира 2005
- Серебряный призёр чешской Экстралиги 1998, 2002 и 2010
- Бронзовый призёр чешской Экстралиги 1999, 2001, 2003 и 2004